# Vlasta Hrubá
Vlasta Hrubá (15. prosince 1918, Praha – 1996, Florida) byla česká divadelní a filmová herečka.

## Život

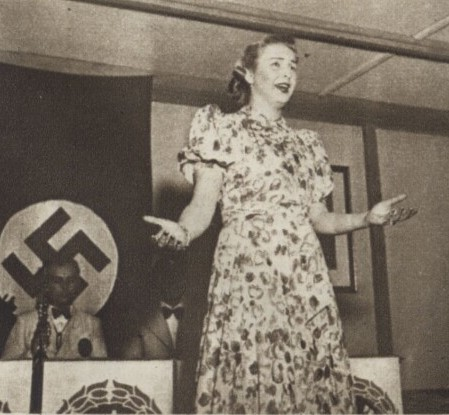
Vlasta Hrubá, rozhlasový přenos pro české dělníky v Německu, 1943

Její otec Alois Hrubý, byl krejčí, maminka Anežka roz. Třešňáková. Měla ještě mladšího bratra. Její rodina žila v Praze na Vinohradech.
Svou kariéru započala okolo roku 1934, v 16 letech. Hrála a zpívala např. ve Velké operetě v Praze. Mezi lety 1935 a 1944 natočila až 30 filmů. Mezi její významnější role ve filmu patří například hlavní ženská role učitelky Skalské ve filmu Ztratila se Bílá paní (1937), Děvče za výkladem (Baruška, 1937), podvodná kreslířka Mary Procházková ve filmu Poslíček lásky (1937), rychtářovic Karolka ve filmu Její pastorkyně (1938). Ve filmu Vandiny trampoty s Věrou Ferbasovou v hlavní roli hrála její kamarádku Anču Hadrabovou, nevzhlednou vychovatelku Kláru představovala v komedii Příklady táhnou (1939), zlou a nenávistnou Kateřinu Olivovou ve filmu Osmnáctiletá (1939).
V roce 1941 se vdala za německého obchodníka Lothana Wiedera, a dobrovolně tak přerušila svojí filmovou kariéru. Na plátna kin se vrátila až po rozvodu, v roce 1944 ve filmu Paklíč, kde hrála jednu z hlavních rolí podvodnici Škardovou (jejího otce hrál Jaroslav Marvan).
V letech 1945–1946 ji vyšetřovala odborová komise divadelníků v souvislosti s uměleckou činností za protektorátu, avšak nebylo nic zjištěno. Po roce 1946 žila v Anglii, pak v Americe a Venezuele.
Po roce 1946 emigrovala do Anglie. V Anglii se přátelila s herečkou Adinou Mandlovou. Po roce 1945 byla několikrát vdaná, v letech 1949-1955, jako de Carte, od roku 1960 jako Alvarez (za Brazilce Alvareze), pak v 70. letech jako vdova se provdala za Venezuelského vdovce. Často v Čechách navštěvovala svého mladšího bratra, naposled byla v Česku v roce 1993, při příležitosti 70 narozenin bratra Přemysla (1923). Na konci 50. let 20. století natrvalo přesídlila do Venezuely, ale často pobývala u příbuzných z manželovy strany v Americe na Floridě, kde v roce 1996 zemřela. Pochovaná, byla ve Venezuele.

## Filmografie
- Král ulice (1935)
- Tři muži ve sněhu (1936)
- Andula vyhrála (1938)
- Příklady táhnou (1939)
- Artur a Leontýna (1940)
- Paklíč (1944)